# Liste des œuvres de A. E. van Vogt
Ceci est une liste des œuvres d'A. E. van Vogt, un écrivain de science-fiction canadien.
Il a produit de nombreuses nouvelles, publiées à plusieurs reprises dans des magazines ou dans des recueils de différents éditeurs.
À l'occasion d'une réédition, la composition d'un recueil peut changer (une ou plusieurs nouvelles se substituent à d'autres) et le recueil reçoit parfois un nouveau titre. 
Quelques nouvelles et romans ont également été republiés en remplaçant leur titre original.

## Romans

### Science-fiction
Les dates citées sont celles de première publication hors magazine.
Certains de ces ouvrages ont été remaniés et publiés à plusieurs dates et parfois sous plusieurs titres.
1. À la poursuite des Slans (Slan, 1946) ;
2. Les Fabricants d'armes (The Weapon Makers, 1947) ;
3. Le Monde des Ā (The World of Null-A, 1948) ;
4. La Maison éternelle (The House That Stood Still, 1950) ;
5. Masters of Time, Recruiting Station ou Earth's Last Fortress, 1950), non traduit en français.
6. La Faune de l'espace (The Voyage of the Space Beagle, 1950) ;
7. Les Armureries d'Isher (The Weapon Shops of Isher, 1951) ;
8. Mission stellaire (The Mixed Men, 1952) ;
9. Créateur d'univers (The Universe Maker, 1953) ;
10. Planètes à vendre (Planets for Sale, 1954) ;
11. L'Empire de l'atome (Empire of the Atom, 1956) ;
12. Les Joueurs du Ā (The Pawns of Null-A ou The Players of Null-A, 1956) ;
13. La Cité du grand juge (The Mind Cage, 1957) ;
14. À l'assaut de l'invisible (Siege of the Unseen ou The Three Eyes of Evil, 1959) ;
15. La Guerre contre le Rull (The War against the Rull, 1959) ;
16. Le Sorcier de Linn (The Wizard of Linn, 1962) ;
17. La Bête (The Beast, 1963) ;
18. Pour une autre Terre (Rogue Ship, 1965) ;
19. The Winged Man, 1967, non traduit en français.
20. Le Silkie (The Silkie, 1969) ;
21. Les Enfants de demain (Children of Tomorrow, 1970) ;
22. Quête sans fin (Quest for the Future, 1970) ;
23. La Bataille de l'éternité (The Battle of Forever, 1971) ;
24. Ténèbres sur Diamondia (The Darkness on Diamondia, 1972) ;
25. Des lendemains qui scintillent (Future glitter, 1973) ;
26. L'Homme multiplié (The Man with a Thousand Names, 1974) ;
27. Les Galactiques secrets (The Secret Galactics, 1974) ;
28. Invasion galactique (Supermind, 1977) ;
29. Le Colosse anarchique (The Anarchistic Colossus, 1977) ;
30. L'Été indien d'une paire de lunettes (Indian Summer of a Pair of Spectacles, 1979) ;
31. Rencontre cosmique (Cosmic Encounter, 1980) ;
32. La Machine ultime (Computerworld, 1983) ;
33. La Fin du Ā (Null-A Three, 1984) ;
34. À la conquête de Kiber (To Conquer Kiber, 1985) ;
35. Au-delà du village enchanté (The People of the White Sands, 1986).

### Autres
- Le Livre de Ptath (The Book of Ptath, 1947). Roman fantastique.
- Une belle brute (The Violent Man, 1962). Roman psychologique.

## Nouvelles et recueils de nouvelles

### Nouvelles
1. La Créature de la mer (The Sea Thing), 1940. Contenue dans le recueil Les Monstres (recueil).
2. Le Caveau de la bête ou La Caverne de la bête (Vault of the Beast), 1940. Contenue dans le recueil Les Monstres (recueil).
3. La Balançoire (The Seesaw), 1941. Contenue dans le recueil Alpha et Oméga (nouvelles).
4. Ni commencement ni fin (Not the First), 1941. Contenue dans le recueil Après l'éternité.
5. La Seconde Solution (The Second Solution), 1942. Contenue dans le recueil Au-delà du néant.
6. Les Dreeghs (Asylum), 1942. Contenue dans le recueil Au-delà du néant.
7. Autre chose que des hommes morts (Not Only Dead Men), 1942. Contenue dans le recueil Les Monstres (recueil).
8. Le Fantôme (The Ghost), 1942. Contenue dans le recueil Futur parfait.
9. La Dernière Forteresse (The Reflected Men), 1942. Contenue dans le recueil éponyme.
10. La Machine (The Great Engine), 1943. Contenue dans le recueil Au-delà du néant.
11. La Quête (The Search), 1943. Contenue dans le recueil Destination univers.
12. La Sorcière (The Witch), 1943.
13. Dissimulation (Concealment), 1943.
14. Le Char de Juggernaut (Juggernaut), 1944. Contenue dans le recueil Alpha et Oméga.
15. Destination Centaure (Far Centaurus), 1944. Contenue dans le recueil Destination univers.
16. Facteur d'harmonie (The Harmonizer), 1944. Contenue dans le recueil Au-delà du néant.
17. Les Maîtres (The Rulers), 1944.  Contenue dans le recueil Destination univers.
18. Un pot de peinture (A Can of Paint), 1944. Contenue dans le recueil Destination univers.
19. L'Héritier (Heir unapparent ou Heir Apparent), 1945. Contenue dans le recueil Au-delà du néant.
20. Le Mobile (The Purpose), 1945. Contenue dans le recueil Après l'éternité.
21. Cinémathèque (Film Library), 1946. Contenue dans le recueil Futur parfait.
22. Le Vaisseau des ténèbres ou La Nef des ténèbres (Ship of Darkness), 1947. Contenue dans le recueil Après l'éternité.
23. Supra-cattus (The Cataaaaa), 1947. Contenue dans le recueil Après l'éternité.
24. Défensive (Defense), 1947. Contenue dans le recueil Destination univers.
25. Le Grand Juge (The Great Judge), 1948. Contenue dans le recueil Au-delà du néant.
26. Le Monstre ou Résurrection (The Monster ou Resurrection), 1948. Contenue dans le recueil Destination univers.
27. Réveil (Dormant), 1948. Contenue dans le recueil Destination univers.
28. Les Assassins de la terre (The Earth Killers, 1949. Contenue dans le recueil La Dernière Forteresse.
29. La Jungle de Mira ou La Forêt verte (The Green Forest), 1949. Contenue dans le recueil Les Opérateurs humains.
30. L'Ordre ultime (Final Command), 1949. Contenue dans le recueil Les Monstres.
31. Correspondance (Dear Pen Pal), 1949. Contenue dans le recueil Destination univers.
32. Processus ou Bucolique (Process), 1950. Contenue dans les recueils Après l'éternité et Futur parfait.
33. La Guerre des nerfs (War of Nerves), 1950. Contenue dans le recueil Les Monstres.
34. Le Village enchanté (The Enchanted Village ou The Sands of Mars), 1950. Contenue dans le recueil Destination univers.
35. Le Son (The Sound), 1950. Contenue dans le recueil Destination univers.
36. Une femme gagne la guerre des robots ou L'Automate humain (Automaton ou Dear Automaton), 1950.
37. Accomplissement (Fulfillment), 1951. Contenue dans le recueil Les Opérateurs humains.
38. Le Premier Martien (This Joe ou The First Martian), 1951. Contenue dans le recueil Après l'éternité.
39. Un saint dans la galaxie (The Star-Saint), 1951.
40. Les Atomes hantés (Haunted Atoms), 1951.
41. Ride In, Killer, 1951, non traduite en français. Nouvelle à part, puisqu'appartenant au genre du western.
42. Sézigue (Itself !), 1962. Contenue dans le recueil Après l'éternité.
43. Les Sacrifiés (The Expendables), 1963. Contenue dans L'Horloge temporelle.
44. Le Silkie (The Silkie), 1964.
45. Alpha et Oméga ou Point oméga (Research Alpha), 1965, en collaboration avec James Henry Schmitz. Contenue dans le recueil éponyme.
46. Les Indestructibles (The Replicators), 1965. Contenue dans le recueil Après l'éternité.
47. L'Ultra-terrestre ou L'Homme filtrant ou L'Homme majuscule (The Ultra Man), 1966. Contenue dans le recueil Après l'éternité.
48. Silkies dans l'espace (Silkies in Space, 1966.
49. Lui (Him), 1969. Contenue dans le recueil Les Opérateurs humains.
50. Humains, Go Home! ou Jana (Humans, go Home!), 1969. Contenue dans le recueil Les Opérateurs humains.
51. Le Rat et le serpent (The Rat and the Snake), 1971. Contenue dans L'Horloge temporelle.
52. Liberté Programmée (All the Loving Androids), 1971.  Contenue dans le recueil Alpha et Oméga.
53. Les Opérateurs humains (The Human Operators), en collaboration avec Harlan Ellison, 1971. Contenue dans le recueil éponyme.
54. Les Hommes reflétés (The Reflected Men), 1971. Contenue dans le recueil La Dernière Forteresse.
55. L'Aveu (The Confession), 1972. Contenue dans L'Horloge temporelle.
56. Ersatz éternel (Ersatz Eternal), 1972. Contenue dans L'Horloge temporelle.
57. L'Horloge temporelle ou L'Horloge du temps (The Timed Clock), 1972. Contenue dans l'anthologie éponyme.
58. Futur parfait (Future Perfect), 1973. Contenue dans le recueil éponyme.
59. Ne retenez pas votre souffle (Don't Hold your Breath), 1973. Contenue dans le recueil Futur parfait.
60. Tout ce que nous avons sur cette planète (All we Have on this Planet), 1974.
61. Le Premier Rull (The First Rull), 1978. Contenue dans le recueil Futur parfait.
62. Jane et les androïdes (Living with Jane), 1978. Contenue dans le recueil Futur parfait.
63. Le Détective non A (The Non Aristotelian Detective), 1978. Contenue dans le recueil Futur parfait.
64. Dialectes (Pendulum), 1978. Contenue dans L'Horloge temporelle.
65. Chute libre (Death Talk), 1978. Contenue dans L'Horloge temporelle.
66. La Condition masculine (The Male Condition), 1978. Contenue dans L'Horloge temporelle.

### Recueils de nouvelles

#### Recueils parus en français
- Destination univers (Destination: Universe!), 1952, contient 10 nouvelles, édité en français en 1969.
- Au-delà du néant (Away and Beyond), 1952, contient 9 nouvelles (dont une encore inédite en français).
- La Dernière Forteresse (Earth's Last Fortress), 1960.
- Les Monstres (Monsters), 1965.
- Après l'éternité (The Far-out Worlds of A. E. van Vogt), 1968, contient 12 nouvelles (dont 3 non présentes dans la version française).
- Alpha et Oméga, 1977, sans équivalent en anglais.
- L'Horloge temporelle, 1979, sans équivalent en anglais.
- Futur parfait ou le Livre d'or de la science-fiction. A. E. Van Vogt, 1980, sans équivalent en anglais.
- Les Opérateurs humains, 1983, sans équivalent en anglais.
- Les Portes de l'éternité, 1990, sans équivalent en anglais.

#### Recueils parus en anglais
- Out of the Unknown, 1948, contient 6 nouvelles, 3 de Vogt et 3 de son épouse, Edna Mayne Hull. Les trois nouvelles d'Hull ne sont pas parues en français.
- The Twisted Men, 1964, sans équivalent en français.
- The Proxy Intelligence and Other Mind Benders, 1971.
- More than Superhuman, 1971.
- The Book of Van Vogt, 1972.
- The Best of A. E. Van Vogt, 1974.
- The Gryb, 1976.
- Pendulum, 1978.
- Transfinite: The Essential A. E. van Vogt, 2003, publication posthume sans équivalent en français.
- Masters of Time
- M33 in Andromeda
- Three Eyes of Evil and Earth's Last Fortress
- The Worlds of A. E. van Vogt
- The Universe Makers
- The Universe Makers and The Proxy Intelligence
- Futures Past: The Best Short Fiction of A.E. Van Vogt
- Transgalactic

## Autres
- The Hypnotism Handbook, en collaboration avec C. E. Cooke, 1956), non traduit en français. C'est un ouvrage sur l'hypnose écrit en 1956 par Vogt et Charles Edward Cooke (États-Unis). L'ouvrage est précédé d'une préface rédigée par Jean Bordeaux, Ph. D., psychologue, par James M. Hixxan, D. M. D., dentiste et par Richard N. Clark, M. D., obstétricien.

- Reflections of A. E. van Vogt, 1975, non traduit en français. Essai autobiographique.
- The Money Personality, 1975, non traduit en français. Essai psychologique sur la réussite financière.

## Œuvres inspirées par Vogt

### Suites
Livres faisant suite à des œuvres rédigées par Van Vogt.
- The Empire of Isher (L'impero di Isher) et The Weapon Makers' War (Isher contro Isher) (Roberta Rambelli, 1982) : suite du cycle des marchands d'armes ;
- Slan Hunter (Kevin J. Anderson, 2007) : suite de À la poursuite des Slans ;
- Null-A Continuum (John C. Wright, 2008) : suite du cycle non-A.

### Œuvres pastiches
Pastiches d'ouvrages de Van Vogt.
- Aux sources du Ā (Jacques Soulier sous le pseudonyme de Gilles d'Altemont, 1972) ;
- Le Déjoueur du plan (Jean-Pierre Andrevon, 1967) ;
- L'Ordination de L (Michel Demuth, 1959) ;
- Poursuite sans fin (Jacques Van Herp sous le pseudonyme de Michel Jansen, 1959).

### Films
- Alien - Le huitième passager (basé en partie sur la nouvelle Black Destroyer. Voir la (en) revue du livre Transfinite: The Essential A. E. van Vogt) ;
- (en) A Can of Paint (basé sur la nouvelle Un Pot de peinture).

### Série télévisée
- 1971 : Au-delà du réel, épisode 23 (van Vogt collabore au scénario en se basant sur la nouvelle La Sorcière)
- 2002 : Au-delà du réel, épisode 151 (van Vogt collabore au scénario en se basant sur la nouvelle tiré du recueil Les Opérateurs humains)

### Catégorie connexe
- Catégorie:Roman d'A. E. van Vogt
- Catégorie:Recueil de nouvelles de science-fiction d'A. E. van Vogt

### Sources
- Les Portes de l'éternité, 1990 (la préface, la biographie, les postfaces, et la bibliographie de cet ouvrage ont servi de source au présent article)
- Futur parfait ou le Livre d'or de la science-fiction. A. E. Van Vogt, 1980 (l'essai biographique Self-made Superman, et la bibliographie de cet ouvrage ont servi de source au présent article)